# Brave (Indomable)
Brave (Indomable) (títol original en anglès: Brave) és una pel·lícula estatunidenca d'animació en 3D generada per ordinador de 2012, produïda per Pixar Animation Studios i distribuïda per Walt Disney Pictures. Es va estrenar el 10 de juny al Festival Internacional de Cinema de Seattle, mentre que la versió en català va arribar als cinemes el 10 d'agost del mateix any. La cinta va guanyar l'Oscar, el Globus d'Or i el BAFTA a la millor pel·lícula d'animació.
Anunciada l'abril de 2008 com The Bear and the Bow, Brave és la primera cinta de Pixar que recorre a una protagonista femenina i a una història de conte de fades, semblant a l'animació de The Walt Disney Company.

## Argument
Escòcia: Mèrida és una jove hàbil amb l'arc. Malauradament, a causa del seu estatus de noble el seu talent és molt mal vist pel seu clan. Així, Mèrida va a demanar ajuda a una bruixa sàvia i vella per tal de desafiar els vells costums. Pel camí, ella i el seu poble queden maleïts i ha d'intentar desfer l'encanteri abans que sigui massa tard.

## Repartiment
| Personatge       | Veu en anglès     | Veu en català    |
| ---------------- | ----------------- | ---------------- |
| Merida           | Kelly MacDonald   | Paula Ribó       |
| Petita Merida    | Peigi Barker      | Belén Barenys    |
| Elinor           | Emma Thompson     | Alba Solá        |
| Fergus           | Billy Connolly    | Domènech Farrell |
| Gordon           | John Ratzenberger | Jaume Mallofré   |
| Jove Dingwall    | Callum O'Neill    | Aleix Estadella  |
| Jove MacGuffin   | Kevin McKidd      | Ramon Canals     |
| Jove Macintosh   | Steven Cree       | Álex Messeguer   |
| La Bruixa        | Julie Walters     | Marta Padován    |
| Senyor Dingwall  | Robbie Coltrane   | Jordi Royo       |
| Senyor MacGuffin | Kevin McKidd      | Ramon Canals     |
| Senyor Macintosh | Craig Ferguson    | Eduard Doncos    |
| Martin           | Patrick Doyle     | Jaume Costa      |
| Maudie           | Eilidh Fraser     | Roser Aldabó     |
| El Corb          | Steve Purcell     | Miquel Roldán    |

## Premis
- Oscar a la millor pel·lícula d'animació[3]
- Globus d'Or a la millor pel·lícula d'animació[4]
- BAFTA a la millor pel·lícula d'animació[5]